# Lee Trevino
Lee Buck Trevino (1 de desembre de 1939) és un jugador de golf professional retirat estatunidenc considerat un dels millors jugadors de la història del golf. Va ser ingressat al Saló de la Fama del Golf Mundial el 1981. Trevino va guanyar sis grans campionats i 29 proves PGA Tour al llarg de la seva carrera. És un dels quatre jugadors que ha guanyat dues vegades l' Open dels Estats Units, el Campionat Open i el Campionat PGA. El Torneig Masters va ser l'únic major que no va guanyar. És una icona per als mexicans estatunidencs, i sovint se l'anomena "El Merry Mex" i "Supermex", tots dos sobrenoms afectuosos que li han donat altres golfistes.

## Primers anys de vida
Trevino va néixer a Garland, Texas, en el si d'una família d'ascendència mexicana. Va ser criat per la seva mare, Juanita Trevino, i el seu avi, Joe Trevino, enterrador. Trevino mai va conèixer el seu pare, Joseph Trevino, que va marxar quan el seu fill era petit. Durant la seva infància, Trevino va assistir ocasionalment a l'escola i va treballar per guanyar diners per a la família. Als 5 anys va començar a treballar als camps de cotó.
Trevino es va introduir al golf quan el seu oncle li va regalar pilotes de golf. Després passava el seu temps lliure colant-se als clubs de camp propers per practicar i va començar com a caddie al Dallas Athletic Club, a prop de casa seva. Aviat va començar a fer cadis a temps complet. Trevino va deixar l'escola als 14 anys per anar a treballar. Practicava sobre terra nu amb molt poca herba (coneguda localment com "Texas hardpan") i sovint en condicions de molt vent. És per això que es creu que és la raó per la qual Trevino va desenvolupar el seu mètode basculant extremadament diferent, únic (molts dirien poc ortodox) i compacte, que, per descomptat, va desenvolupar i canviar amb un efecte tremend. Un "esvaïment" controlat molt pronunciat va ser, sens dubte, el tret de la seva firma, tot i que tenia molts altres tipus de tirs en el seu repertori i, encara avui, és recordat com un dels millors tiradors de tots els temps.
Quan Trevino va complir 17 anys el desembre de 1956, es va allistar al Cos de Marines dels Estats Units, va exercir quatre anys com a metrallador i va ser donat d'alta el desembre de 1960 com a caporal de la 3a Divisió de Marina. Va passar part del seu temps jugant a golf amb oficials del Cos de Marines. Va jugar amb èxit en esdeveniments de golf de les Forces Armades a Àsia, on un rival era Orville Moody, que seguiria a Trevino fins al PGA Tour a finals dels anys seixanta.

## Carrera professional
Després que Trevino va ser donat d'alta als marines, va anar a treballar com a professional del club a El Paso, Texas. Va guanyar diners extres apostant en partits de cara a cara. Es va classificar per al US Open el 1966, i va empatar al 54è lloc, guanyant 600 dòlars. Es va classificar de nou el 1967 i va disparar 283 (+3), a vuit tirs del campió Jack Nicklaus i a només quatre del subcampió Arnold Palmer. Trevino va guanyar 6.000 dòlars per acabar cinquè, cosa que li va valer privilegis del Tour la resta de la temporada del 1967. Va guanyar 26.472 dòlars com a novell, 45è a la llista de diners de la PGA Tour, i va ser nomenat novell de l'any per Golf Digest. El cinquè lloc del US Open també li va valer una exempció de l'esdeveniment de l'any següent.
El 1968, el seu segon any al circuit, Trevino va guanyar el US Open al Oak Hill Country Club, a Rochester, Nova York, quatre cops per davant del subcampió Nicklaus, el campió en defensa. Durant la seva carrera, Trevino va guanyar 29 vegades al PGA Tour, incloent sis majors. Va estar en el seu millor moment a principis dels anys setanta, quan era el principal rival de Jack Nicklaus. Va guanyar el títol de la llista de diners el 1970 i va obtenir sis victòries el 1971 i quatre victòries el 1972.
Trevino va obtenir una notable sèrie de victòries durant 20 dies a l'estiu de 1971. Va derrotar a Nicklaus en un playoff de 18 forats per guanyar el US Open de 1971. Dues setmanes després, va guanyar l'Open de Canadà (el primer de tres) i la setmana següent va guanyar l'Open Championship (British Open), convertint-se en el primer jugador que va guanyar aquests tres títols el mateix any. Trevino va ser guardonat amb el cinturó Hickok com a màxim atleta professional de 1971. També va guanyar " Sportsman of the Year " de la revista Sports Illustrated i va ser nomenat atleta de l'any de l' Ambient Mundial de l'Esport de l'ABC.
El 1972 a Muirfield a Escòcia, Trevino es va convertir en el primer jugador a defensar amb èxit l'Open Championship des d' Arnold Palmer el 1962. A Muirfield Trevino va quedar empatat al capdavant en el 17è tee amb Tony Jacklin. Trevino va entrar a la part dura del green per un parell el 17. Un Jacklin sacsejat va trepitjar el mateix forat des de 15 peus per un bogey. Trevino va perdre el forat 18 per a una ronda final de 71, guanyant-li l'Open per un cop sobre Nicklaus, amb Jacklin acabant tercer. Trevino va sortir quatre vegades fora dels verds durant el torneig. Nicklaus havia guanyat les dues primeres majors de l'any (Masters, US Open) i es va quedar poc a la tercera etapa del grand slam. Després d'aconseguir el seu tret de xips el dia 17 a la ronda final, Trevino va dir: "Sóc el millor xip del món".
El 1974, Trevino va guanyar l'Open de Nova Orleans sense haver aconseguit cap boga, l'única vegada que havia passat en un esdeveniment individual del PGA Tour fins que JT Poston va aconseguir la gesta al Campionat de Wyndham del 2019. Al Campionat PGA del 1974 va guanyar cinc dels sis grans campionats. Va guanyar el títol per un cop, de nou sobre Nicklaus, la quarta i última vegada que Nicklaus va quedar subcampió de major a Trevino. A l' Open de l'Oest, prop de Chicago, el 1975, Trevino va ser copejat per un llamp, i va patir ferides a la columna vertebral. Va ser operat per extirpar un disc espinal danyat, però els problemes d'esquena van continuar dificultant el seu joc. No obstant això, va ser classificat segon en el rànquing mundial de golf de McCormack el 1980 per darrere de Tom Watson. Trevino va obtenir 3 victòries del PGA Tour el 1980 i va acabar subcampió de Tom Watson al campionat obert del 1980. Als 44 anys, Trevino va guanyar el seu sisè i últim major al Campionat de PGA el 1984, amb una puntuació de 15 per sota de 273, convertint-se en el primer jugador que va llançar les quatre rondes menors de 70 anys al Campionat de PGA. Va ser subcampió l'any següent el 1985, intentant convertir-se en el primer campió repetit des de Denny Shute el 1937.
A principis dels anys vuitanta, Trevino era el segon a la llista de diners de la carrera del PGA Tour, només per darrere de Nicklaus. Del 1968 al 1981 inclosos, Trevino va guanyar almenys un esdeveniment PGA Tour a l'any, una ratxa de 14 temporades. També va guanyar més de 20 tornejos professionals internacionals i no oficials. Va ser una de les estrelles carismàtiques que va contribuir a fer que el sènior PGA Tour (ara campió del PGA Tour) fos un èxit primerenc. Va obtenir 29 victòries sèniors, incloses quatre majors sèniors.
Com moltes estrelles estatunidenques de l'època, Trevino va jugar molt a l'estranger. Al començament de la seva carrera, va jugar esporàdicament a l'Australasian Tour. Va acabar subcampió en el Dunlop International de 1969 i 1970 i finalment va guanyar el Chrysler Classic de 1973. També va guanyar un esdeveniment al Japan Golf Tour, el Casio World Open el 1981. Trevino també va tenir un gran èxit a Europa. Entre els seus majors triomfs es van trobar al campionat obert de 1971 i al campionat obert de 1972. Trevino també va ser convidat a jugar al prestigiós (encara que no oficial) Piccadilly World Match Play Championship tres vegades (1968, 1970, 1972). Va arribar a la final dues vegades. La seva actuació més notable probablement va arribar el 1970 quan va vèncer el campió del Masters, Billy Casper, a quarts de final i el campió de la PGA, Dave Stockton, a les semifinals. També va guanyar dos esdeveniments regulars de la gira europea a la fi de la seva carrera al Benson Hedges International Open de 1978 i al Dunhill British Masters de 1985. De fet, la seva última victòria regular va ser al British Masters. A més, va acabar subcampió en tres proves del Tour Europeu: el Bob Hope British Classic del 1980, el Campionat Open del 1980 i l'Open Internacional de Benson & Hedges del 1986.
Del 1983 al 1989, va treballar com a analista de colors per a la cobertura de PGA Tour a la televisió NBC.

### Torneig Masters
Al Torneig Masters del 1989, Trevino, de 49 anys, va obrir amb un 67 de cinc per sota de parell lliure de bogey per convertir-se en el més vell de liderar el camp després d'una ronda al torneig. Va arribar malgrat les paraules de Trevino vint anys abans, quan va dir després de l'edició del 1969 : "No em parleu dels Masters. No hi tornaré a jugar mai més. Poden convidar-me tot el que vulguin, però no hi tornaré. Simplement no és el meu tipus de joc". Trevino va dir que se sentia incòmode amb l'ambient d'Augusta National i que no li agradava el recorregut perquè el seu estil de joc, on li agradava esvair els tirs baixos d'esquerra a dreta, no s'adequava al recorregut.
Trevino no va acceptar invitacions als Masters el 1970, 1971 i 1974. El 1972, després de renunciar als dos torneigs Masters anteriors, va desar les sabates i altres articles al maleter del seu cotxe, en lloc d'utilitzar les instal·lacions dels vestidors de la casa club. Trevino es va queixar que si no s'hagués qualificat com a jugador, el club no l'hauria deixat entrar al terreny excepte per la cuina. Però més tard va descriure el seu boicot als Masters com "el major error que he comès a la meva carrera" i va dir a Augusta National que era "la vuitena meravella del món".